# Carl Friedrich Engelbrecht
Carl Friedrich Engelbrecht   (Kyritz, 1 de setembre de 1817 - Havelberg, 10 de desembre de 1879) fou un organista i compositor alemany. Fou un notable organista i compositor de música religiosa, assenyalant-se especialment en el gènere coral i organístic, al que contribuí amb gran nombre d'obres que poden considerar-se com a magistrals.
Va tenir com a director dels seus cors de madrigals al saxó Richard Wetz, el qual col·laborà amb Engelbrecht en gran manera.